# Берк, Уильям (ботаник)
Уильям Берк (нидерл. William Burck, 1848 — 1910) — нидерландский ботаник и учитель.

## Биография
Уильям Берк родился в Голландии 4 февраля 1848 года.
Берк получил образование в Лейденском университете.
Уильям Берк был учителем в средней школе в Апелдорне в Голландии, а затем в Школе сельского хозяйства.
В 1881 году он был назначен ассистентом директора (куратором гербария) в Ботанических садах в Богоре.
Позже Берк был назначен научным консультантом правительства по культуре кофе в 1893 году. В 1902 году он вышел в отставку.
Его публикации были в основном в области систематики растений.
Уильям Берк умер в Голландии в Лейдене 24 сентября 1910 года.

## Научная деятельность
Уильям Берк специализировался на папоротниковидных и на семенных растениях.

## Почести
Род растений Burckella Pierre был назван в его честь.